# Campionati europei di pattinaggio di figura 2024 - Singolo femminile
La gara del singolo femminile ai campionati europei di pattinaggio di figura 2024 si è svolta dall'11 al 13 gennaio 2024 alla Žalgiris Arena di Kaunas in Lituania.

## Risultati
| Rank | Atleta               | Nazione     | Totale | SP | SP    | FS                                  | FS                                  |
| ---- | -------------------- | ----------- | ------ | -- | ----- | ----------------------------------- | ----------------------------------- |
| 1    | Loena Hendrickx      | Belgio      | 213.25 | 1  | 74.66 | 1                                   | 138.59                              |
| 2    | Anastasiia Gubanova  | Georgia     | 206.52 | 3  | 68.96 | 2                                   | 137.56                              |
| 3    | Nina Pinzarrone      | Belgio      | 202.29 | 2  | 69.70 | 3                                   | 132.59                              |
| 4    | Livia Kaiser         | Svizzera    | 194.72 | 4  | 66.31 | 4                                   | 128.41                              |
| 5    | Lorine Schild        | Francia     | 183.86 | 6  | 63.27 | 6                                   | 120.59                              |
| 6    | Sarina Joos          | Italia      | 180.83 | 9  | 59.82 | 5                                   | 121.01                              |
| 7    | Kimmy Repond         | Svizzera    | 180.82 | 8  | 60.34 | 7                                   | 120.48                              |
| 8    | Olga Mikutina        | Austria     | 173.46 | 5  | 63.71 | 10                                  | 109.75                              |
| 9    | Julia Sauter         | Romania     | 168.40 | 10 | 58.59 | 9                                   | 109.81                              |
| 10   | Lara Naki Gutmann    | Italia      | 166.01 | 16 | 55.68 | 8                                   | 110.33                              |
| 11   | Josefin Taljegård    | Svezia      | 165.03 | 13 | 57.33 | 12                                  | 107.70                              |
| 12   | Emmi Peltonen        | Finlandia   | 164.74 | 14 | 56.73 | 11                                  | 108.01                              |
| 13   | Sofja Stepčenko      | Lettonia    | 157.69 | 21 | 52.53 | 13                                  | 105.16                              |
| 14   | Nataly Langerbaur    | Estonia     | 155.32 | 19 | 54.36 | 15                                  | 100.96                              |
| 15   | Kristina Isaev       | Germania    | 155.28 | 20 | 53.61 | 14                                  | 101.67                              |
| 16   | Aleksandra Golovkina | Lituania    | 155.16 | 15 | 55.80 | 16                                  | 99.36                               |
| 17   | Nina Povey           | Regno Unito | 154.05 | 17 | 54.78 | 17                                  | 99.27                               |
| 18   | Alexandra Feigin     | Bulgaria    | 153.04 | 12 | 57.33 | 19                                  | 95.71                               |
| 19   | Mariia Seniuk        | Israele     | 152.95 | 18 | 54.53 | 18                                  | 98.42                               |
| 20   | Anastasia Gozhva     | Ucraina     | 151.50 | 11 | 57.83 | 20                                  | 93.67                               |
| 21   | Nella Pelkonen       | Finlandia   | 150.01 | 7  | 62.60 | 23                                  | 87.41                               |
| 22   | Alina Urushadze      | Georgia     | 140.66 | 23 | 50.54 | 21                                  | 90.12                               |
| 23   | Jade Hovine          | Belgio      | 140.38 | 22 | 51.32 | 22                                  | 89.06                               |
| 24   | Barbora Vránková     | Rep. Ceca   | 116.90 | 24 | 50.08 | 24                                  | 66.82                               |
| 25   | Ekaterina Kurakova   | Polonia     | 49.57  | 25 | 49.57 | Non qualificati al programma libero | Non qualificati al programma libero |
| 26   | Mia Risa Gomez       | Norvegia    | 48.65  | 26 | 48.65 | Non qualificati al programma libero | Non qualificati al programma libero |
| 27   | Kristina Lisovskaja  | Estonia     | 47.94  | 27 | 47.94 | Non qualificati al programma libero | Non qualificati al programma libero |
| 28   | Regina Schermann     | Ungheria    | 45.50  | 28 | 45.50 | Non qualificati al programma libero | Non qualificati al programma libero |
| 29   | Vanesa Šelmeková     | Slovacchia  | 44.24  | 29 | 44.24 | Non qualificati al programma libero | Non qualificati al programma libero |
| 30   | Julija Lovrenčič     | Slovenia    | 41.52  | 30 | 41.52 | Non qualificati al programma libero | Non qualificati al programma libero |
| 31   | Antonina Dubinina    | Serbia      | 41.28  | 31 | 41.28 | Non qualificati al programma libero | Non qualificati al programma libero |
| 32   | Laura Szczęsna       | Polonia     | 40.03  | 32 | 40.03 | Non qualificati al programma libero | Non qualificati al programma libero |
| 33   | Ana Sofia Beşchea    | Romania     | 37.52  | 33 | 37.52 | Non qualificati al programma libero | Non qualificati al programma libero |